# Emanuel Kania
Emanuel Kania (Uschütz, llavors Prússia, 26 de març de 1827 - 16 de març de 1887 a Varsòvia) fou un compositor polonès del Romanticisme.
S'educà artísticament a Berlín i París, donant-se conèixer molt aviat com a concertista de piano, en el seu país com a Rússia, França i Polònia. Vers el 1860 fixà la seva residència a Polònia, dedicant-se ja sencer-ament al'ensenyança i a la composició.
Publicà nombroses obres per a piano del gènere especial cultivat per Chopin, amb el que té aquest compositor molts punt de contacte; lieder inspirats en la música popular polonesa i l'òpera Werbel Domowy que s'estrenà amb gran èxit a Varsòvia.